# Stirb langsam – Ein guter Tag zum Sterben
Stirb langsam – Ein guter Tag zum Sterben (Originaltitel A Good Day to Die Hard) ist ein US-amerikanischer Actionfilm aus dem Jahr 2013 des Regisseurs John Moore. Es handelt sich um den fünften Teil der Stirb-langsam-Reihe. Wie in den vorangegangenen vier Filmen wird die Hauptrolle des John McClane wieder von Bruce Willis gespielt. Der Film startete in vielen Ländern am 14. Februar 2013. Die Premiere fand jedoch bereits am 7. Februar 2013 in Hongkong und in Singapur statt.

## Handlung
Der russische Politiker Viktor Chagarin plant, den Gefangenen Yuri Komarov zu töten, wenn dieser ihm nicht eine geheime Akte aushändigt, die ihn belasten soll.
Der Kriminalpolizist John McClane erfährt, dass sich sein Sohn Jack in Russland in Schwierigkeiten befindet, weil er in Komarovs Auftrag ein Attentat ausgeführt hat. John entschließt sich, ihm zu helfen. In Moskau angekommen, muss er mit ansehen, wie das Gerichtsgebäude Opfer eines Anschlags auf Komarov wird. Jack kann mit Komarov fliehen und wird von John gestellt. Jack wirft diesem vor, die Mission zum Scheitern gebracht zu haben. Nach einem kurzen Streit werden sie von Alik und dessen Gehilfen verfolgt. Sie können in ein konspirative Wohnung der CIA flüchten, wo John erfährt, dass sein Sohn für die CIA arbeitet.
Das Gebäude wird von Chagarins Männern gestürmt, wobei CIA-Agent Mike Collins stirbt. Das Trio macht sich auf den Weg zu Komarovs Tochter Irina, die sich jedoch als Verräterin zu entpuppen scheint. Komarov wird als Geisel genommen, John und Jack werden gefesselt und geschlagen. Jedoch können sie sich befreien und werden vom geflohenen Alik aus einem Mil Mi-24P „Hind“-Kampfhubschrauber beschossen. Über ein Baugerüst sowie durch eine Bauschutt-Röhre können die beiden jedoch schließlich entkommen, wobei Jack verletzt wird.
Vor einem bekannten tschetschenischen Gangstertreff stehlen sie eine Limousine mit zahlreichen Schusswaffen im Kofferraum und fahren in die Ukraine nach Prypjat, der Geisterstadt beim Kernkraftwerk Tschernobyl, wohin Alik, Irina und Komarov inzwischen gereist sind. Dort angekommen, wird klar, dass es nie eine Akte gab, sondern dass es immer nur um waffenfähiges Uran-235 von enormem Marktwert (eine Milliarde Dollar) ging, das Komarov und Chagarin im Kernkraftwerk abgezweigt und hier versteckt hatten. Komarov tötet Alik und informiert Chagarin, dass dieser für den Verrat an Komarov hereingelegt worden ist. Noch während des Telefonats wird Chagarin durch einen Auftragsmörder Komarovs getötet.
John und Jack kommen Komarov auf die Schliche und nehmen ihn fest, er wird aber von Irina und einem weiteren Gefolgsmann wieder befreit. Komarov und Irina wollen mit dem Uran in einem Mil Mi-26 „Halo“-Transporthubschrauber fliehen, werden aber von den McClanes verfolgt. Irina beschießt Jack aus dem Hubschrauber. John gelingt es, das Fluggerät mit Hilfe eines im Laderaum befestigten Lastkraftwagens aus dem Gleichgewicht zu bringen. Währenddessen wirft Jack Komarov vom Gebäude, wird dabei jedoch angeschossen, aber Komarov wird vom Heckrotor des Hubschraubers getötet. Irina, geschockt vom Tod ihres Vaters, versucht sich an Vater und Sohn McClane zu rächen, indem sie mit ihrem Hubschrauber in das Gebäude fliegt. Dabei stirbt sie selbst, während sich John und Jack durch einen Sprung in ein Wasserbecken retten können.
John und sein Sohn fliegen heim nach New York und werden am Flughafen von Lucy, Johns Tochter und Jacks Schwester, empfangen.

## Trivia

Logo für Stirb langsam – Ein guter Tag zum Sterben, der im Februar 2013 in den deutschsprachigen Kinos anlief.

Im Film wird angedeutet, dass Komarov und Chagarin durch ihre Entnahme waffenfähigen Materials für die Nuklearkatastrophe von Tschernobyl Verantwortung trügen. Richtig ist, dass der verwendete RBMK-Reaktortyp für die Entnahme waffenfähigen Materials im laufenden Betrieb entwickelt und geeignet war, jedoch hatte diese Art der Nutzung mit dem Unfall 1986 nichts zu tun. Ursache war vielmehr ein zur Abnahme durchgeführter nachträglicher Sicherheitstest unter ungeeigneten Bedingungen, katastrophale Auslegungsfehler und vielfaches menschliches Versagen bei mehrfacher massiver Übertretung von Sicherheitsvorschriften.

## Produktion
Die 92-Millionen-Dollar-Produktion wurde 2010 offiziell angekündigt. Skip Woods, der bereits die Drehbücher für Filme wie X-Men Origins: Wolverine und Das A-Team – Der Film geschrieben hat, wurde als Drehbuchautor bestätigt.
Ursprünglich sollte Noam Murro Regie führen, jedoch wurde er durch John Moore ersetzt, da er mit der Fortsetzung von 300 beschäftigt war.
Für die Rolle des „Jack“ McClane waren laut Fox Studios eigentlich zuerst Liam Hemsworth, Aaron Paul, James Badge Dale oder D. J. Cotrona vorgesehen. Schlussendlich bekam jedoch Jai Courtney die Rolle.
Die Dreharbeiten begannen am 23. April 2012 in Budapest. Weitere Drehorte waren Belgrad und Hajmáskér, ein Dorf im Komitat Veszprém.
Der Film hat in Amerika 67.349.198 US-Dollar sowie weltweit 304.654.182 US-Dollar eingespielt.
Er befindet sich dadurch in Amerika auf Platz fünf der Stirb-Langsam-Serie und bildet das bisherige Schlusslicht. Weltweit erreichte er Platz 3. Im Jahr 2013 wurden bundesweit 1.547.104 Besucher an den deutschen Kinokassen gezählt, womit der Film den 15. Platz der meistbesuchten Filme des Jahres belegte.

## Kritiken
Der Film wurde von Kritikern weitgehend verrissen. Rotten Tomatoes weist eine 15-Prozent-Wertung bei 231 Rezensionen aus.

„Die Rolle des mürrischen John McClane machte TV-Spaßvogel Bruce Willis („Das Model und der Schnüffler“) Ende der 1980er-Jahre zu einem der größten Actionstars des 20. Jahrhunderts. Dass er von seiner Kick-Ass-Attitüde über die Jahre nichts eingebüßt hat, bewies er zuletzt in Sylvester Stallones Seniorenparade „The Expendables 2“ auf selbstironische Art und Weise. Für „Stirb langsam – Ein guter Tag zum Sterben“ nun streift sich der 58-Jährige noch einmal sein legendäres Feinrippunterhemd über und zeigt sich in absoluter Actiontopform. Doch so fulminant das rund 100 Millionen Dollar teure Spektakel auch geraten ist – Bruce Willis' einnehmender Präsenz haben Jai Courtney & Co. wenig entgegenzusetzen. Zudem sind manche Computereffekte deutlich als solche zu erkennen, und der kriminelle Masterplan ist alles andere als originell. […] Fazit: Spektakuläres und kurzweiliges Comeback der Actionlegende John McClane, der man allerdings einen härteren Sidekick und einen fieseren Gegenspieler gewünscht hätte.“

„Ironiefreier Actionfilm, der den Unterschieden der amerikanischen und russischen Lebensweise nur mit Klischees begegnet und das Buddy-Motiv als problematische Vater-Sohn-Beziehung vage andeutet. Mit dem Zielort Tschernobyl driftet der Film, der für das Grauen und die Folgen des Super-GAUs kein Interesse hat, vollends ins Fantastische ab.“

„Dumpfes, explosionsreiches Kino mit mittelprächtigen Actionszenen, das die Bezeichnung eines Stirb-langsam-Films nicht verdient. Lediglich Bruce Willis macht eine halbwegs gute Figur.“

## Mögliche Fortsetzung
Bereits im Jahr 2015 wurde ein Sequel angekündigt und ein Drehbuch ausgearbeitet, dies solle einen Handlungsstrang mit einem jungen John McClane in den 1970er-Jahren enthalten. Als Titel wurden Die Hard: Year One und McClane angegeben. Zwischenzeitlich kündigte 21st Century Fox die Veröffentlichung um 2019/2020 an, dieser Termin wurde jedoch fallengelassen. Seitdem befindet sich das Projekt in der Entwicklungshölle.

## Belege
1. ↑   Freigabebescheinigung für Stirb langsam – Ein guter Tag zum Sterben. Freiwillige Selbstkontrolle der Filmwirtschaft, Januar 2013 (PDF; Prüfnummer: 137 008 K).
2. ↑  Alterskennzeichnung für Stirb langsam – Ein guter Tag zum Sterben. Jugendmedienkommission.
3. ↑  Starttermine laut Internet Movie Database
4. ↑  'A Good Day To Die Hard International Release Dates'. Abgerufen am 20. Oktober 2012.
5. ↑  A Good Day to Die Hard (2013). In: Box Office Mojo. 14. Februar 2013, abgerufen am 17. Februar 2013.
6. ↑  John Moore to Direct Die Hard 5. In: IFTN. Abgerufen am 2. September 2011.
7. ↑  ‘Die Hard’ Search For Bruce Willis’ Son Down To Four Actors. In: Deadline Hollywood. 4. November 2011, archiviert vom Original (nicht mehr online verfügbar) am 14. November 2013; abgerufen am 4. November 2011.  Info: Der Archivlink wurde automatisch eingesetzt und noch nicht geprüft. Bitte prüfe Original- und Archivlink gemäß Anleitung und entferne dann diesen Hinweis.
8. ↑  ‘Die Hard 5’ casts ‘Spartacus’ star as John McClane’s son. In: Entertainment Weekly. 22. Februar 2012, abgerufen am 22. Februar 2012.
9. ↑  Drehorte laut Internet Movie Database
10. ↑  BorsOnline – Sztárhírek – Pletyka – Krimi – Politika – Sport – Celeb – Éles fegyverrel lőttek Bruce Willisék. In: Borsonline.hu. 14. Juni 2012, abgerufen am 2. Juli 2012.
11. ↑  Index – Kultúr – Éles lőszert használt Bruce Willis koptere. In: Index.hu. 14. Juni 2012, abgerufen am 2. Juli 2012.
12. ↑  http://www.boxofficemojo.com/movies/?id=diehard5.htm
13. ↑  http://www.boxofficemojo.com/franchises/chart/?id=diehard.htm
14. ↑  KINOaktuell: Was ihr wolltet: Münsters Kinojahr 2013, C. Lou Lloyd, Filminfo Nr. 4, 23. – 29. Januar 2014, S. 24f
15. ↑  A Good Day To Die Hard. In: Rotten Tomatoes. Fandango, abgerufen am 15. August 2021 (englisch).
16. ↑  Stirb langsam – Ein guter Tag zum Sterben. In: cinema. Abgerufen am 15. August 2021.
17. ↑  Stirb langsam – Ein guter Tag zum Sterben. In: Lexikon des internationalen Films. Filmdienst, abgerufen am 2. März 2017.
18. ↑  Filmkritik Stirb langsam – Ein guter Tag zum Sterben (2013), von Arthur Awanesjan auf filmfutter.com
19. ↑  Len Wiseman: Len Wiseman, DIE HARD: Year One still image/teaser. In: Twitter. 14. Oktober 2015, abgerufen am 14. Oktober 2015.
20. ↑  Nick Romano: New Die Hard movie officially titled McClane. In: Entertainment Weekly. 3. September 2018, abgerufen am 5. November 2018.
21. ↑  Disney wins: Comcast drops its bid for 21st Century Fox. In: CNN Money. 19. Juli 2018, abgerufen am 5. November 2018.